# Викторов, Юрий Васильевич
Юрий Васильевич Викторов (род. 1941) — советский и российский художник, искусствовед и педагог; кандидат искусствоведения (1975), профессор (2001).
Автор более 60 научных трудов, в их числе монографии, справочники, учебные пособия. Им написано около 100 статей для «Краткой чувашской энциклопедии» (2001) и четырёхтомной «Чувашской энциклопедии» (2006—2011).

## Биография
Родился 12 сентября 1941 года в деревне Итяково Мариинско-Посадского района Чувашской ССР.

### Образование
Учился в семилетней школе деревни Сюндюково Мариинско-Посадского района (1949—1951) и средней школе посёлка Ибреси (1951—1957) Чувашской АССР. Окончил в 1959 году среднюю школу в городе Звенигово Марийской АССР.
По 1961 год учился в Канашском финансовом техникуме по специальности «Государственный бюджет». В 1968 году окончил художественно-графический факультет Чувашского государственного педагогического института по специальности «Рисование, черчение и труд»; в 1974 году — аспирантуру Московского государственного педагогического института им. В. И. Ленина, где его научным руководителем был доктор искусствоведения, профессор П. К. Суздалев. В 1974 году Юрий Викторов защитил кандидатскую диссертацию на тему «Д. А. Щербиновский: Художник. Педагог». Доцент с доцент 1977 года, профессор с 2001 года.

### Деятельность
После окончания финансового техникума, работал старшим инспектором Министерства финансов Марийской АССР (1961), начальником инспекции (1961—1962) и старшим инспектором государственных доходов Звениговского районного финансового отдела Марийской АССР (1962—1963).
По окончании педагогического института, остался работать в этом же вузе: был лаборантом и преподавателем кафедры изобразительных искусств (1968—1971), старшим преподавателем, доцентом кафедры истории и теории искусств (1971—1976), деканом художественно-графического факультета (1976—1982), доцентом кафедры рисунка (1984—1993), заведующим кафедрой теории и истории искусств и рисунка (1996—2011), профессором кафедры теории и истории искусств и рисунка (2011—2013).
Одновременно с 1993 года Юрий Викторов работает в НИИ языка, литературы, истории и экономики при Совете министров Чувашской АССР (ныне — Чувашский государственный институт гуманитарных наук): старший научный сотрудник отдела искусств (1993—2014), старший научный сотрудник искусствоведческого направления (с 2014).
В 1982—1984 годах по направлению Министерства просвещения СССР был командирован преподавателем-консультантом по предметам изобразительного искусства в Монгольский государственный педагогический институт в городе Улан-Батор.
Ю. В. Викторов член Союза художников СССР с 1989 года. Как живописец, он провел несколько персональных выставок. В годы пребывания в Монголии создал много графических портретов, акварельных пейзажей и линогравюр, которые представил в 1984 году на персональных выставках в Улан-Баторе и Чебоксарах. Его графические работы хранятся в Монгольском государственном музее изобразительного искусства, Чувашском государственном художественном музее, районных галереях Чувашской Республики, а также в частных собраниях страны и за рубежом.

## Заслуги
- Заслуженный деятель искусств Чувашской Республики (1997), заслуженный деятель искусств Российской Федерации (2008).
- Лауреат Государственной премии Чувашской Республики (2002).
- Почетный работник высшего профессионального образования Российской Федерации (2001).
- Награждён медалью ордена «За заслуги перед Чувашской Республикой» (2011) и памятной медалью «100-летие образования Чувашской автономной области» (2020).
- Почетный гражданин Мариинско-Посадского района (2015).